# طایفه مستقل
طایفه مستقل در ساختار مبتنی بر تقسیمات ایلی جامعه عشایر  ایران  معمولاً بعضی از طوایف پیوند اجتماعی یا سیاسی چندانی با ایل خاصی نداشته و معمولاً از باقی‌مانده یک ایل مستقل که قدرت اجتماعی و اقتصادی و تعداد جمعیت انها تحلیل رفته باشد شکل می‌گیرند این طوایف نه چندان ضعیف شده‌اند که در ساختار سایر ایلات جای گیرند و نه چندان قوی هستند که خود ایل مستقل باشند اینگونه بوده‌است که به عنوان طایفه مستقل از سایر ایلات به حیات خود ادامه می‌دادند و کلانتر مستقل از ایل خانان برای انان منصوب می شده‌است.